# إليزابيث إيدي
إليزابيث إيدي (بالإنجليزية: Elizabeth Eddy)‏ هي لاعبة كرة قدم أمريكية، ولدت في 13 سبتمبر 1991 في كوستا ميسا في الولايات المتحدة. شاركت مع منتخب الولايات المتحدة تحت 17 سنة للسيدات لكرة القدم ‏. أما مع النوادي، فقد لعبت مع وسترن نيويورك فلاش.

## وصلات خارجية
- إليزابيث إيدي على موقع قاعدة بيانات كرة القدم.إي يو (الإنجليزية)
- إليزابيث إيدي على موقع Soccerway.com (الإنجليزية)